# Герб Естонії
Герб Естонської республіки (ест. Eesti vapp) — один з офіційних символів Естонії.

## Опис
Державний герб Естонської республіки являє собою золотий щит з зображенням трьох синіх леопардів (левів), що крокують, дивлячись на глядача. З лівого й правого боків щит обрамлений двома гілками дубового листя, які перехрещуються під щитом.

## Історія

### Витоки
Історія герба Естонії бере свій початок з 13 століття, коли данський король Вальдемар II подарував даний герб місту Таллінну, пізніше герб вже використовувався Естляндським герцогством. Подарований герб фактично був копією герба королівства Данія, частиною котрого була середньовічна Естонія. Відмінністю естонського герба від данського є відсутність на гербі Естонії сердечок та корон на головах левів. При цьому, на великому гербі Таллінна корони на головах левів залишаються.
Герцогство Естляндія використовувала герб з трьома левами у складі Данського королівства (1219-1346) та Лівонського ордену (1346-1561). Набуття регіоном статусу шведської губернії 1346 року (до 1721) не змінили його символіку.

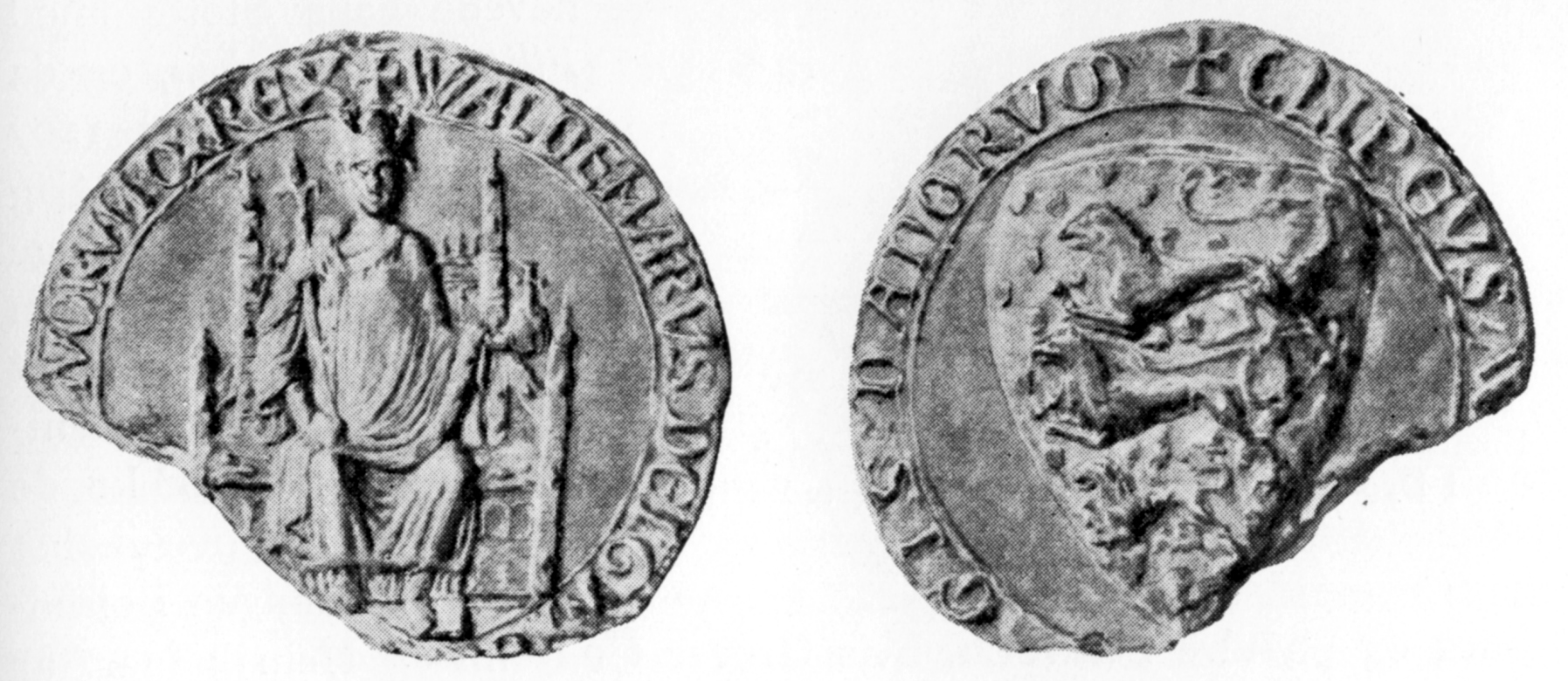
Печатка Вальдемара ІІ (1202-1241)
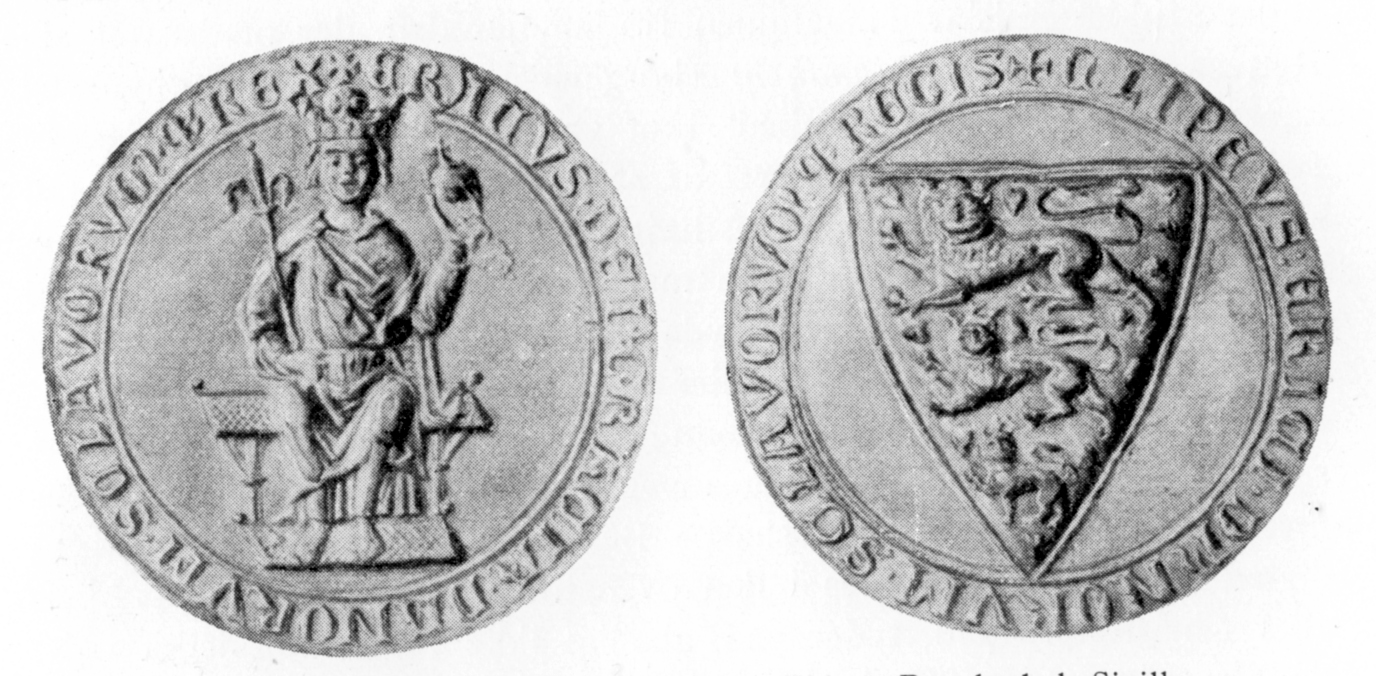
Печатка Еріка V (1259-1286)
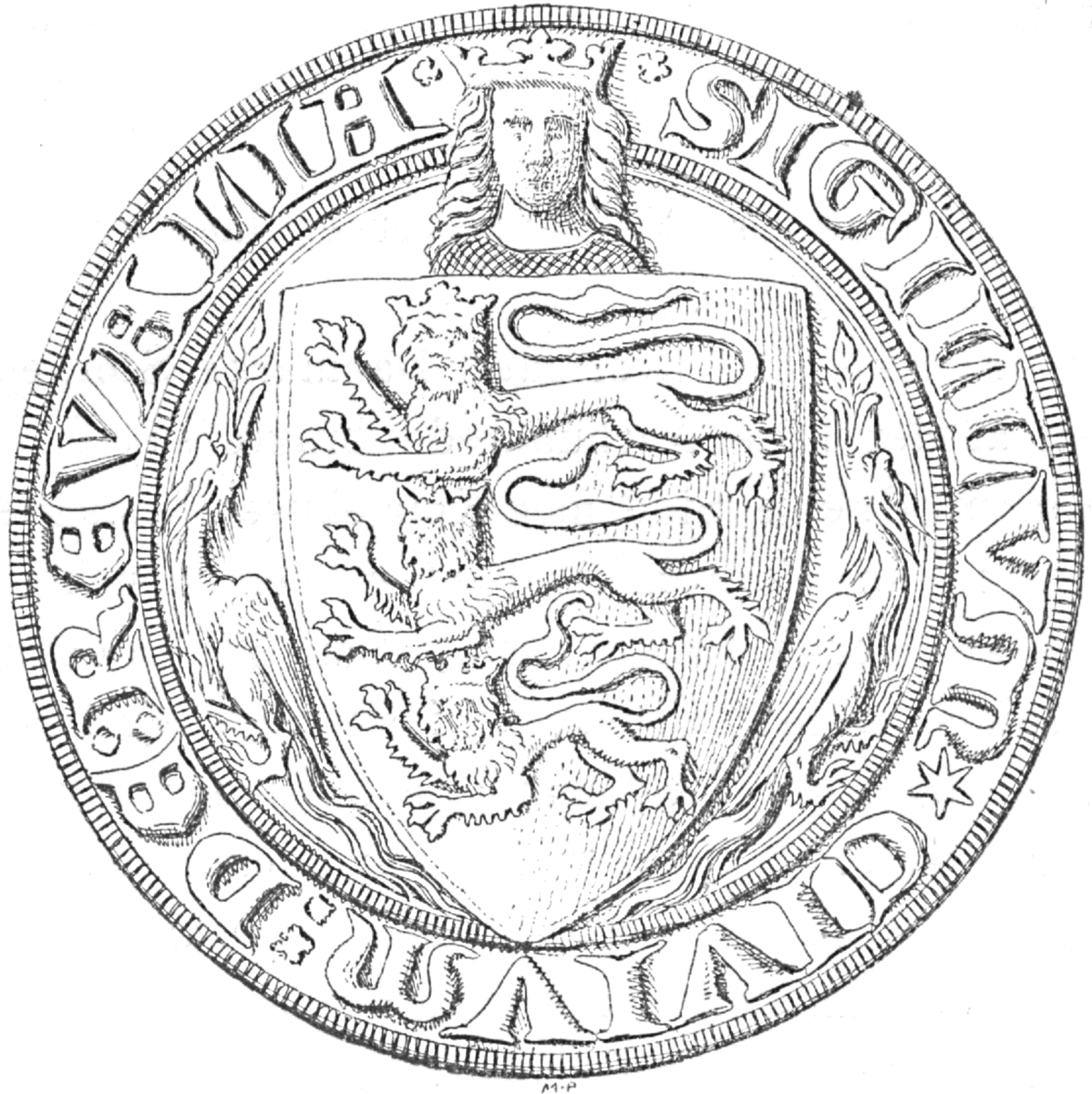
Печатка Таллінна (1340 р.)
Сучасний Герб Таллінна

Південь сучасної Естонії у середньовіччі входив до різних державних утворень і був презентований їх символікою. Так, Дерптське єпископство (1224-1558) використовувало герб із срібною міською брамою на червоному полі, над якою в андріївський хрест були покладені срібний ключ та меч. Герб Лівонського Ордену (1237-1561) мав у срібному полі червоний меч у стовп під червоним лицарським хрестом.
Під час Лівонської війни вищезгадані землі були приєднано до Великого князівства Литовского як Лівонське герцогство. Після Люблінської унії герцогство стало співволодінням Польщі та Литви. Гербом краю від 1566 року став срібний грифон із золотим озброєнням у золотій короні, обтяжений золотим вензелям Сигізмунда- ІІ Августа. Герб герцогства походив від родового герба першого керівника герцогства Яна Ходкевича.
Приєднання Лівонії до Швеції 1629 року внесло свої корективи в символіку регіону. Шведська Лівонія мала герб тотожний шведському, за винятком модифікованого герба Фолькунгів: червоний (замість золотого) коронований лев на золотому (замість синього) полі, обтяженому трьома синіми (замість срібних) хвилястими перев'язами зліва.

Герб Дерптського єпископства
Герб Лівонського Ордену
Герб Езель-Віцького єпископства
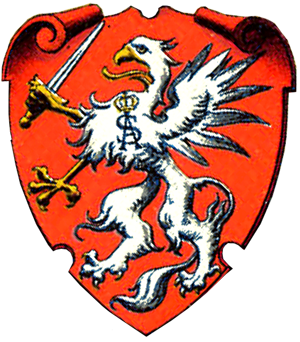
Герб Лівонського герцогства
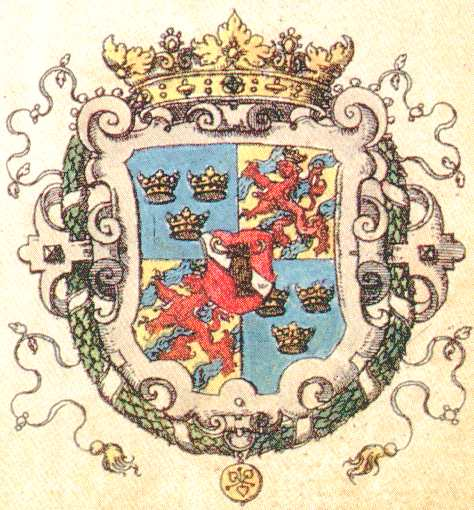
Герб Шведської Лівонії
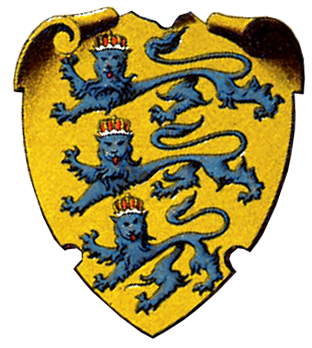
Герб Естонського лицарства

### Губернії

Герб Естляндської губернії

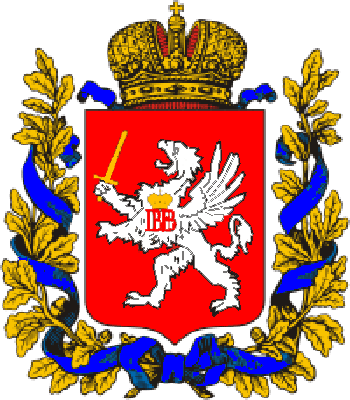
Герб Ліфляндської губернії

Після приєднання Естонії до Російської імперії більшість земель з естонським населенням увійшло до Естляндської губернії. 8 грудня 1856 року імператор Микола І затвердив проєкт гербу Естляндської губернії герольдмейстера Бориса Кене. 
|  | В золотому полі три лазурових леопардові леви. Щит увінчаний Імператорською короною та оточений золотим дубавим листям, переплетеним Андріївською стрічкою.Оригінальний текст (рос.) Въ золотомъ полѣ три лазуревые леопардные льва. Щитъ увѣнчанъ Императорскою короною и окруженъ золотыми дубовыми листьями, соединенными Андреевскою лентою. |

Таким чином, герб естонських земель фактично не змінив свого вигляду, а єдиною його відмінністю від герба данського періоду стала наявність забраження імператорської корони.
Частина сучасної Естонії в 1721-1918 рр. входила до складу Ліфляндської губернії. Від 1730 року вона використовувала герб із ліфляндським грифоном: у золотому картуші на червоному полі срібний грифон з мечем і щитом з імператорським вензелем на грудях. 8 грудня 1856 року герб було змінено: 
|  | У червоному полі срібний грифон з золотим мечем, на грудях, під імператорською короною, червоний вензель: ПВ ИВ (Петро Другий, імператор Всеросійський). Щит увінчано імператорською короною и оточений золотим дубовим листям, що перевите Андріївскою стрічкою. |

### Перша республіка
Установчі Збори Естонії (Eesti Asutav Kogu) 15 травня 1919 року підтвердили Декларацію незалежності Естонії, 4 червня того ж року «Тимчасові заходи з управління Естонською Республікою» (тимчасову конституцію) і 15 червня 1920 року — Основний закон Естонської Республіки — першу постійну конституцію Естонії. Дані документи не мали положень про державний герб.
1921 року міністерством освіти Естонії було проведено конкурс щодо створення державного герба Естонської Республіки. На конкурс були представлені 138 проєктів. 29 квітня 1921 року у виданні «Päevaleht» були опубліковані роботи 7 авторів-переможців: Травня Тимуса (August Timus), Крістіана Рауда (Kristjan Raud), Гюнтера Рейндорф (Günther Reindorff), Еріха Якоба (Erich Jacob), Ф.Круусманна (F. Kruusmann), Романа Німана (Roman Nyman) і фінського архітектора Гаррі Ренехольма (Harry Röneholm). Всі проєкти включали зображення відомого за «Калевипоегу» північного орла (Põhjakotka) і левів з герба Естляндськой губернії. В естонському епосі «Калевіпоег» розповідається про те, як Калев прилетів на спині північного морського орла на скелясті береги Вірумаа і заснував державу естів.

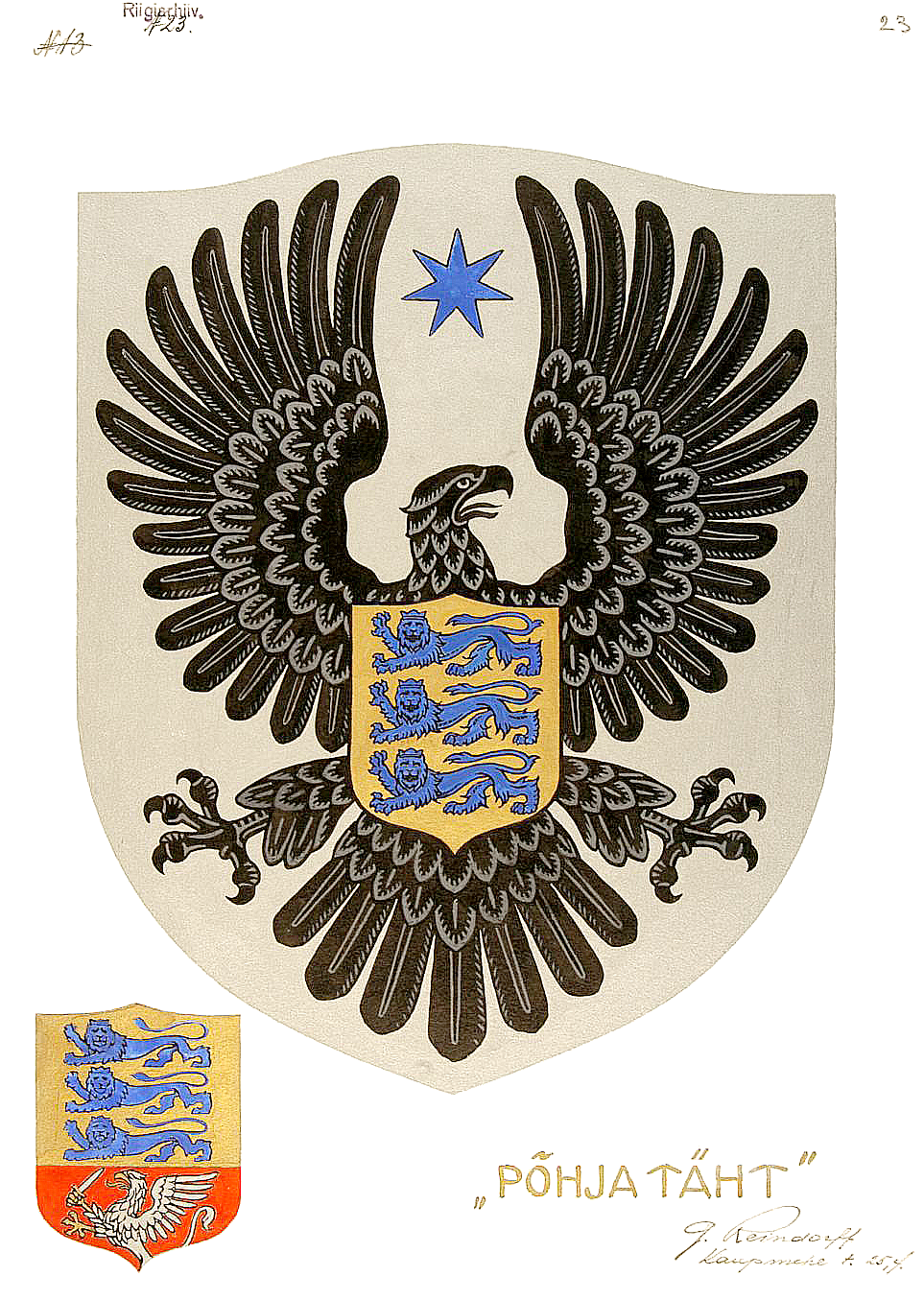
Проєкт герба Естонії 1922 року, авторства Гюнтера Рейндорфа

Проєкт під девізом «Pohjatäht» («Північна зірка») художника-консультанта Державної друкарні Естонії, викладача Талліннського художньо-промислового училища Гюнтера-Фрідріха Рейндорфа (який 1918 року брав участь у створенні герба РРФСР і повернувся в 1920 року), являв собою срібний щит з чорним одноголовим зверненим геральдично вліво орлом з піднятими вгору крилами, між якими поміщена лазурова (синя) 7-променева зірка. У першому варіанті проєкту на грудях орла було вміщено золотий щиток з трьома блакитними (синіми) левами в лазурових (синіх) коронах (герб Естляндськой губернії). У другому варіанті проєкту в щиток на грудях орла була додана верхня частина герба Лифляндской губернії (срібний грифон в червоному полі) — на знак включення до складу Естонії північній частині Ліфляндской губернії.
Засновник літературно-мистецької групи «Молода Естонія», засновник і директор Естонського національного музею в г.Тарту, голова Естонського музейної спілки Кристьян Рауд (Kristjan Raud, 1865-1943) брав участь у цьому конкурсі і в поясненні до свого проєкту писав: «Північний орел наш потужний, розумний, який прагне до сонячних висот».
У конкурсі перемогли проєкти Крістіана Рауда й Августа Тимуса, хоч останній не цілком відповідав правилам геральдики. Проєкт був таким: у золотому щиті чорний орел з піднятими крилами, в кірасі, який тримає в пазурах правої ноги меч, а в пазурах лівої ноги — золотий щиток з трьома синіми левами.
Проте, проєкти-переможці конкурсу міністерства освіти не були представлені в уряд Естонії для розгляду питання про затвердження державного герба, хоча пізніше проєкт Августа Тімуса був покладений в основу емблеми Союзу оборони (Кайтселійту).
1922 року уряд Естонії вніс до Державних Зборів 5 проєктів герба, з них 3 проєкти містили зображення орлів. Крім того, в проєктах були зображені веслярі-вікінги, герби 10 повітів, вовчі шкури, дубове листя, Хрест Свободи, орлині крила і північне сяйво. Жоден з проєктів не був затверджений державним гербом, але вже в тому ж, 1922 році, було розпочате карбування естонських монет із зображенням трьох йдуть левів (без щита).
При розгляді на Державних Зборах у жовтні 1923 року законопроєкту про державний герб, його голова Яан Тиніссон, засуджуючи насильницьке включення в законопроєкт зображень «голодних левів», сказав: «Якщо наші люди тепер бачать у цьому емблему естонської держави, ви повинні запитати, однак: де в цих леопардових левах відображення земського самоврядування або від них виходить бажання миру? Вони відображають чорнозем, чи озера, чи великі ліси?».
Державні установи як і раніше використовували печатки з круговою написом «Eesti Wabariik», іноді — із зображенням трьох левів.
В кінці 1923 року було оголошено конкурс серед художників, яким було запропоновано вивчити і узагальнити попередні пропозиції щодо герба. Спеціальною комісією Державних Зборів було отримано 20 проєктів, серед яких знову «орли перемогли левів» і комісія коротко зазначила, що мотив орла в гербі «само собою зрозуміло, залишився», але відступили мотиви зображень вікінгів і північного сяйва. У проєкті голови сільськогосподарського комітету Державних Зборів депутата Артура Тупітси (Artur Tupits, 1892—1941) до старого герба з левами були додані вгорі промені світла від маяка, що висвітлюють 11 зірок, що уособлюють повіти. В іншому проєкті було представлено поєднання левів з герба Естляндськой губернії і грифона з герба Лифляндской губернії. Найпростішим проєктом був щит з буквами EW (від Eesti Wabariik, Естонська Республіка) в оточенні дубового листя.
1924 року спеціальна комісія Державних Зборів вибрала проєкт Артура Тупітса із зображенням трьох левів і маяка з променями, що висвітлюють зірки. Доповідач від комісії пояснив на засіданні Державних Зборів: «Латиші використовують в гербі зображення висхідного сонця, ми теж є морським народом і люди хочуть бачити зображення маяка». Проєкт, в якому були об'єднані Естляндська леви і Ліфляндська грифон, був виключений зважаючи на велику кількість деталей і через побоювання, що виникне плутанина в тому, яка з фігур є більш важливою. Але зважаючи на те, що було очевидно, що уряд вже давно обходиться без формального затвердження герба, питання про затвердження герба не було включене до порядку денного засідання Державних Зборів.
У травні 1925 року питання про державний герб підняло міністерство закордонних справ у зв'язку з тим, що посольства інших країн і глави іноземних держав дивувалися відсутністю у Естонії офіційно затвердженого герба. Обговорення закону про державний герб було проведено в Державному Зборах 17-19 червня 1925 року. Проєкт Артура Тупітса з маяком, променями і зірками був відкинутий при ухваленні законопроєкту в першому читанні 17 червня. Після запеклої дискусії голова Державних Зборів Яан Тиніссон 18 червня запропонував відкликати законопроєкт, але остаточне читання все ж відбулося. Депутат Леопольд Раудкепп (Leopold Raudkepp) заявив, що «естонський народ під трьома левами вів Визвольну війну і тому вони повинні бути в гербі».
19 червня 1925 Державні Збори другого скликання прийняли «Закон про державний герб» («Riigivapi seadus», опублікований в офіційному виданні «Riigi Teataja» № 117/118 за 1925 рік, ст.78, стр.789-790 з кольоровим зображенням герба на вклейці), яким було встановлено:
|  | § 1. Державний герб (Riigivapp) Естонії має дві форми: 1) великий герб (suur vapp) і 2) малий герб (väike vapp). § 2. Великий державний герб має в золотому щиті трьох синіх леопардів. Щит оточений з трьох сторін вінком із золотих дубових листків. ... § 5. Державна друк (Riigipitser) кругла, діаметром 7 сантиметрів, в центрі великий державний герб, по краю кола слова «Eesti Vabariik» («Естонська Республіка»). |

Перший малюнок герба був зроблений 1925 року Гюнтером Рейндорфом, новий малюнок був зроблений 1938 року Паулем Лухтейном (Paul Luhtein).
28 вересня 1939 року в Москві Естонська Республіка під тиском підписала з СРСР Пакт «про взаємодопомогу», що передбачав розміщення на території Естонії радянських військових і військово-морських баз з 25-тисячним контингентом військ Червоної Армії. За підсумками сфальсифікованих виборів, що відбулися 14 і 15 липня 1940 року до Державної думи всі 80 місць у ній отримали кандидати від Союзу Трудового Народу Естонії. 21 липня на своїй першій сесії Державна дума прийняла Декларацію про державну владу, якій проголосила встановлення в Естонії Радянської влади та назву Естонська радянська соціалістична республіка, і наступного дня, 22 липня, було прийнято Декларацію про вступ Естонської РСР до складу СРСР. 6 серпня 1940 VII сесія Верховної Ради СРСР першого скликання прийняла постанову про прийняття Естонської РСР до складу СРСР.

### Радянська окупація

Герб Естонської РСР

Після окупації Естонії Радянським Союзом національні символи держави зазнали змін. 25 серпня 1940 року було прийнято Конституцію Естонської РСР, в якій закріплювалися нові символи. Стаття 116 нової конституції містила опис гербу республіки: 
|  | Державний герб Естонської РСР складається з зображення серпу й молота в промінні сонця, що сходить, оточених вінком, що складається з лівого боку з хвойних гілок, з правого — з житнього колосся. Обидві половини вінка переплетені червоною стрічкою з написами естонською та російською мовами: «Пролетарі усіх країн, єднайтесь!» та «Eesti NSV» внизу. У верхній частині герба знаходиться п'ятипроменева зірка.Оригінальний текст (ест.) Eesti Nõukogude Sotsialistliku Vabariigi riigivapiks on sirbi ja vasara kujutus tõusva päikese kurtes, piiratud pärjaga, mis on vasemal okaspuu okstest ja paremal rukkipeadest. Mõlemad pärjapooled on põimitud punase lindiga, millel on pealkirjad eesti ja vene keeles: "Kõigi maade proletaarlased, ühinege!" ja all tähed "Eesti NSV". Vapi ülaosas on viieharuline täht. |

### Німецька окупація
Після початку Німецько-радянської війни 22 червня 1941, наказом фюрера і канцлера А.Гітлера 25 липня 1941 було оголошено про створення рейхскомісаріату Остланд у підпорядкуванні німецького міністерства окупованої Східної області, у складі якого було заплановано створення генерального округу Естляндія (die Generalbezirke Estland). До початку серпня німецькі війська окупували значну частину Естонії, 28 серпня частини Червоної Армії залишили Таллінн, після заняття якого німецькими військами на вежі «Довгий Герман» було піднято німецький військовий прапор.
Під час наступу німецьких військ в тилу відступаючих частин Червоної Армії відновили свою діяльність структури Союзу оборони (Кайтселійту), але на окупованій території німецька влада заборонила його відтворення, дозволивши створення формувань «Самооборони» (ест.Omakaitse, Омакайтсе), як допоміжних сил німецької армії і поліції. У липні 1941 року командувач тилом групою армій «Північ» призначив Х. Мяе керівником естонської адміністрації на окупованих територіях; з дозволу німецького командування почалося формування в повітах, волостях, містах і селах естонських органів влади, що існували до окупації Естонії  СРСР. Національному директорату, повітовим, волосним та іншим органам естонського самоврядування був дозволений підйом (вивішування) синьо-чорно-білого національного прапора одночасно з державним прапором Німеччини і за умови, що естонський національний прапор буде за розміром меншим прапора Німеччини.
Емблемою рейхскомісаріату Остланд був вищий державний знак (емблема) Німеччини (Hoheitszeichen des Reichs) - одноглавий орел з розпростертими крилами, що тримає в пазурах вінок зі свастикою, на грудях якого зображувався герб Німецького (Тевтонського) Ордену - чорний прямий хрест в срібному щитку (рейхсміністр у справах окупованої Східної області Альфред Розенберг, який народився і до 1918 року жив в Ревелі, вважав створення Остланд продовженням завойовницької і культуртрегерской політики Німецького Ордену в Прибалтиці).

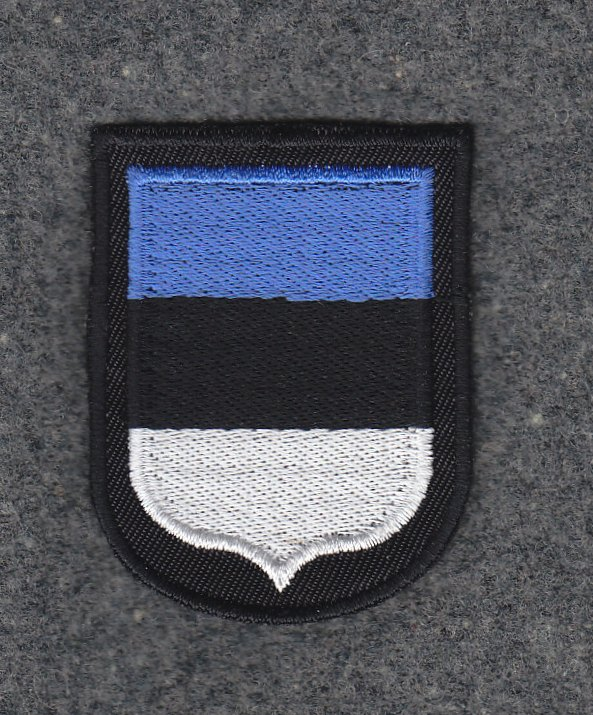
Національний нарукавний щиток естонських частин СС

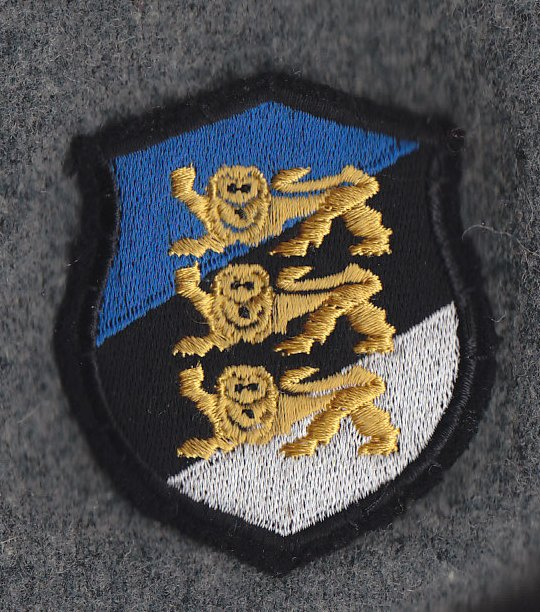
Національний нарукавний щиток естонських частин СС з левами

Етонські частини СС використовували спільні для Військ СС знамена, на зворотному боці яких був нашитий національний естонський синьо-чорно-білий прапор з великим державним гербом довоєнної Естонії. Тактичним знаком дивізії була вписана в уявну окружність літери «Е» і меч. Цей знак зображувався в петлицях і на військовій техніці. Різновидом зображення в петлицях було те, що меч зображувався в руці в латах. На рукаві обмундирування носилася нашивка з щитком національних кольорів. Її різновидом було додавання трьох йдуть левів.
У березні 1944 року за згодою німецької окупаційної адміністрації був створений Національний Комітет Естонської Республіки, метою якого було названо відновлення незалежності Естонії на підставі принципу правонаступництва Естонської Республіки. 1 серпня 1944 року Національний Комітет проголосив себе носієм вищої державної влади в Естонії. Нова окупація країни Червоною армією у 1944 році призвела до заборони національної символіки.

### Друга республіка
Після окупації Естонії у 1940 році Радянським Союзом, цей герб було скасовано та заборонено. Відновлений як державний у 7 серпня 1990 року із здобуттям незалежності, та закріплений законодавчо 6 квітня 1993 року.

## Використання

Печатка Банка Естонії
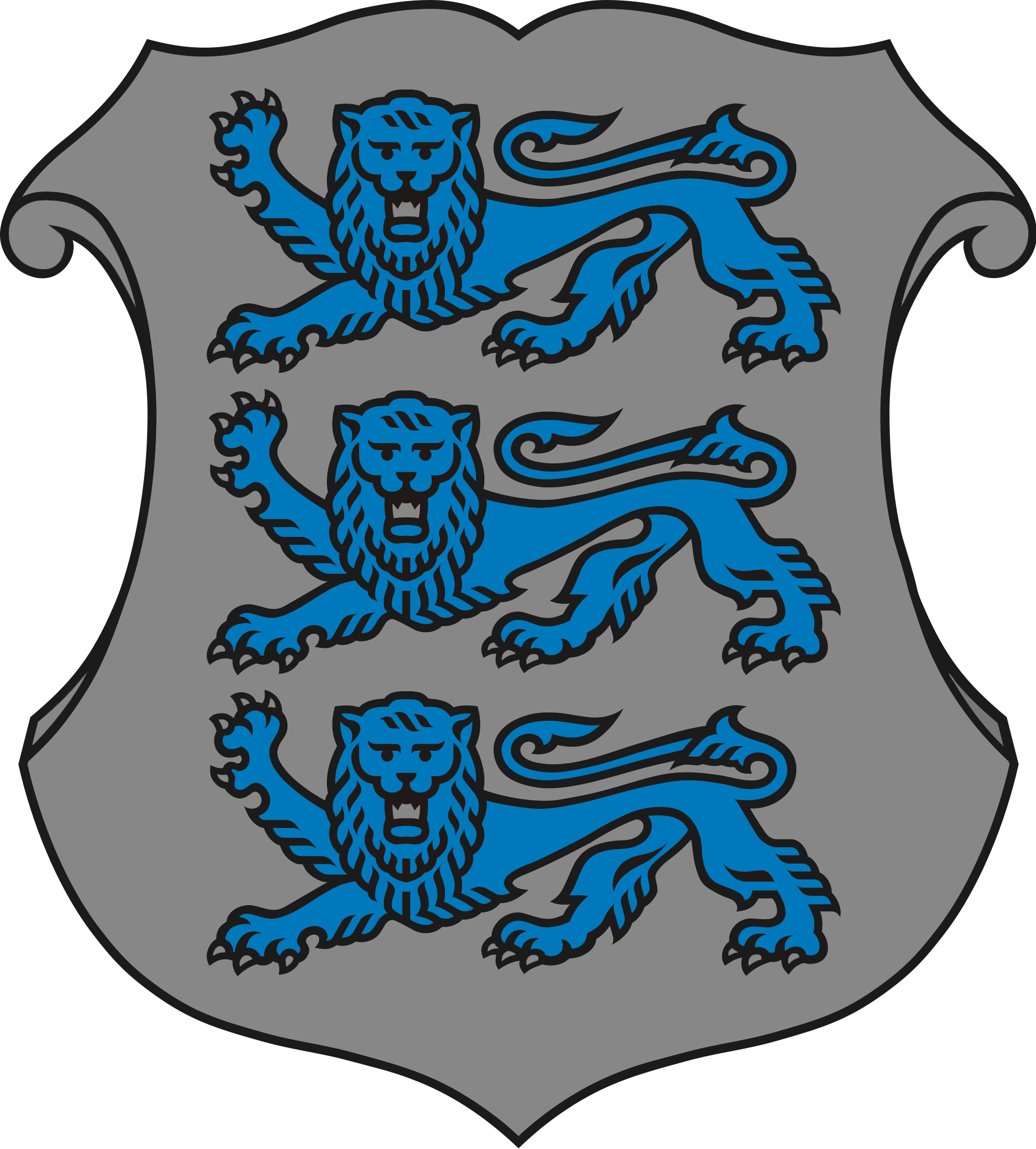
Логотип національної збірної з хокею
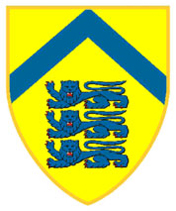
Естонський Департамент громадянства і міграції
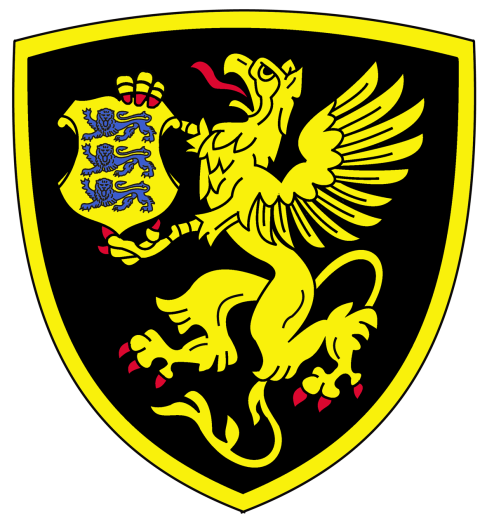
Поліція безпеки Естонії